# 王新龙
王新龙，南京大学教授，主要研究领域为物理声学，非线性声学。中华人民共和国教育部第四批“长江学者”特聘教授。

## 生平
1982年本科毕业于山东海洋学院海洋物理系，1984至1991年在南京大学信息物理系攻读硕士、博士学位；1991年起在南京大学电子科学与技术系任教。2004至2009年间，曾两次担任加州理工学院访问学者。